# Julien Gracq

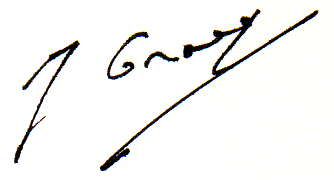
Unterschrift

Julien Gracq (* 27. Juli 1910 als Louis Poirier in Saint-Florent-le-Vieil bei Angers; † 22. Dezember 2007 in Angers) war ein französischer Schriftsteller. Gracq gehörte zu den unauffälligsten Autoren der französischen Literaturlandschaft im Sinne der Forderung, dass ein Autor hinter sein Werk zurücktreten soll. Er war beeinflusst von der deutschen Romantik und dem Surrealismus, und in seinem Werk verschmelzen freischöpferische Phantasie und Symbolismus miteinander.

## Leben
Zwischen 1921 und 1928 war Gracq Internatsschüler in Nantes, anschließend ging er für ein Jahr an das bekannte Lycée Henri IV in Paris. 1930 wurde Gracq an der Pariser Elitehochschule École Normale Supérieure aufgenommen, wo er Geographie studierte, gleichzeitig besuchte er die École Libre des Sciences Politiques. (Vorläuferin des Institut d’études politiques de Paris), die er 1933 erfolgreich abschloss. Im Anschluss an seine Agrégation für Geschichte und Geographie begann er 1935 seine Laufbahn als Gymnasiallehrer zunächst in Nantes, dann in Quimper. 1939 wurde er als Offizier eingezogen und war ab 1940 Kriegsgefangener in Burghammer bei Hoyerswerda und schrieb dort neben einem Tagebuch einen Roman und eine Erzählung. Nach dem Zweiten Weltkrieg setzte er seine Lehrertätigkeit in Amiens und Angers fort, bis er 1947 eine Stelle am Lycée Claude-Bernard in Paris erhielt, wo er bis zu seiner Pensionierung 1970 unter seinem bürgerlichen Namen Louis Poirier unterrichtete.
In seiner Jugend las Gracq mit Begeisterung Jules Verne, Edgar Allan Poe und Stendhal. Während seiner Pariser Schul- und Studienzeit kam er mit der Artussage in Berührung, wahrscheinlich über eine Aufführung von Wagners Parsifal, und reiste sogar auf den Spuren von Tafelrunde und Heiligem Gral nach Cornwall. In dieser Zeit erwacht auch sein Interesse für die Bretagne. Ein weiteres einschneidendes Erlebnis war die Lektüre von André Bretons Nadja. Alle diese Einflüsse haben Spuren in Gracqs Werk hinterlassen.
Nach einer Ablehnung durch das renommierte französische Verlagshaus Gallimard veröffentlichte Gracq 1938 sein erstes Werk Au château d’Argol beim Verlag José Corti, dem er Jahrzehnte treu blieb. Die Entdeckung des Romans durch André Breton, den „Papst des Surrealismus“, führte zu einem ersten Aufhorchen der Literaturkritik. Obwohl er der Bewegung des Surrealismus nie fest zugerechnet wurde, blieb er deren Geist wie auch der Person André Bretons stets verbunden.
Gracq lebte zuletzt zurückgezogen in seinem Geburtsort Saint-Florent-le-Vieil an der Loire; im Dezember 2007, im Alter von 97 Jahren, starb er.

## Werk
Die Lektüre von Ernst Jüngers emblematischem Roman Auf den Marmorklippen im Jahr 1943 wirkte auf Gracq wie eine Offenbarung: zahlreiche stilistische und thematische Parallelen in Gracqs darauffolgenden Werken zeugen von Jüngers Einfluss. Beide Autoren sind sich später wiederholt persönlich begegnet.
Gracqs erstes – und einziges – Theaterstück, Le Roi pêcheur, wurde 1949 uraufgeführt und von der Kritik verrissen. Dieses Erlebnis trug mit dazu bei, dass er seither dem französischen Literaturbetrieb skeptisch gegenüberstand. Nach der Veröffentlichung eines schonungslosen Pamphlets über die Lage der Literatur und der Literaturpreise, das 1950 in der Zeitschrift Empédocle erschien, lehnte Gracq ein Jahr später konsequenterweise den renommierten Prix Goncourt für seinen Roman Le Rivage des Syrtes ab und löste damit einen wahren Sturm der Entrüstung in den Medien aus. Seit den 1960er Jahren ist bei Gracq das fiktionale Schaffen in den Hintergrund getreten zu Gunsten zahlreicher Essays und Literaturkritiken (Préférences, Lettrines I, Lettrines II sowie En lisant, en écrivant), in denen sowohl seine weitreichende Bildung als auch die seiner Kritik zugrunde liegende Geistesschärfe durchscheinen. Die Veröffentlichung seines Gesamtwerks in der berühmten Bibliothèque de la Pléiade schon zu Lebzeiten zeugte von der großen Wertschätzung, die Gracq in Frankreich erfährt.

## Werke
- Au château d’Argol. Corti, Paris 1938.
  - Auf Schloß Argol. Ins Deutsche übertragen von Hanns von Winter. Stauffacher, Zürich 1954.
- Entretiens. Corti, Paris 1945.
  - Gespräche. Aus dem Französischen von Dieter Hornig. Graz, Droschl 2007, ISBN 978-3-85420-730-6.
- Un beau ténébreux. Corti, Paris 1945.
  - Der Versucher. Roman. übersetzt und mit einem Nachwort von Dieter Hornig. Literaturverlag Droschl, Graz 2014, ISBN 978-3-85420-952-2.
- Liberté grande. Gedichte/Texte. 1946. Auszug (Bewohnbare Welt, übersetzt von Gernot Krämer) in: Sinn und Form, Heft 1/2019, ISBN 978-3-943297-45-4.
- André Breton. Corti, Paris 1948.
- Le Roi pêcheur. Drama. 1948.
- La Littérature à l’estomac. Pamphlet. 1950.
  - Die konsumierte Literatur, enthalten in: Entdeckungen. Essays zu Literatur und Kritik. Klett, Stuttgart 1965.
- Le Rivage des Syrtes. Corti, Paris 1951.
  - Das Ufer der Syrten. Übersetzt von Friedrich Hagen. Klett, Stuttgart 1985.
- Les terres du couchant.1953. Franz. Erstausgabe durch Bernhild Boie. Éditions Corti, Paris 2014, ISBN 978-2-7143-1133-7.
  - Das Abendreich. Übersetzung und Nachwort Dieter Hornig. Literaturverlag Droschl, Graz 2017, ISBN 978-3-85420-987-4.
- Un balcon en forêt. Corti, Paris 1958.
  - Ein Balkon im Wald. Eine Erzählung. Aus dem Franz. übertr. von Helmut u. Gerda Scheffel. S. Fischer, Frankfurt a. M. 1960.
- Préférences. Corti, Paris 1961.
  - Entdeckungen. Essays zu Literatur und Kritik. Aus dem Franz. übers. von Liselotte Eder u. Michael Fengler. Klett, Stuttgart 11965.
- Lettrines I. Literaturkritiken. 1967, (deutsch: Witterungen. ISBN 3-85420-575-9).
- La Presqu’île. Corti, Paris 1970.
  - Die Halbinsel. Deutsch von Dieter Hornig. Droschl, Graz ISBN 3-85420-322-5.
- Lettrines II. Literaturkritiken. 1974, (deutsch: Witterungen II. ISBN 3-85420-683-6).
- Les Eaux étroites. 1976, (deutsch: Die engen Wasser. ISBN 3-518-01904-X).
- En lisant, en écrivant. Literaturkritiken. 1980.
  - Lesend schreiben. Aus dem Französischen von Dieter Hornig. Droschl, Graz 1997, ISBN 3-85420-448-5.
- La Forme d’une ville. 1985. (deutsch: Die Form einer Stadt. ISBN 3-85420-160-5.)
- Autour des sept collines. 1988.
  - Rom: Um die sieben Hügel. Aus dem Französischen von Reinhard Palm. Ammann, Zürich, 1993, ISBN 3-250-10185-0.
- Carnets du grand chemin. 1992.
  - Der große Weg. Tagebuch eines Wanderers. Übersetzt von Elisabeth Edl und Wolfgang Matz. Hanser, München 1996, ISBN 3-446-17318-8.

- Aufzeichnungen aus dem Krieg. Aus dem Französischen von Dieter Hornig. Droschl, Graz 2013.
- Novalis und Heinrich von Ofterdingen. Aus dem Französischen von Gernot Krämer. In: Sinn und Form 1/2022, S. 61–74.[1]
- Lebensknoten (Nœuds de Vie, 2021). Aus dem Französischen von Gernot Krämer. Friedenauer Presse, Berlin 2023, ISBN 978-3-7518-8002-2.
- Der Surrealismus und die zeitgenössische Literatur. Aus dem Französischen von Gernot Krämer. In: Sinn und Form 4/2025, S. 437–458.[2]

Gesamtausgabe
- Œuvres complètes I. Édition de Bernhild Boie. Gallimard, Paris 1989. (Bibliothèque de la Pléiade. 354), ISBN 2-07-011162-8.
- Œuvres complètes II. Édition de Bernhild Boie avec la collaboration de Claude Dourguin. Gallimard, Paris 1995. (Bibliothèque de la Pléiade. 421), ISBN 2-07-011287-X.

## Verfilmungen
- 1971: Rendezvous in Bray (Rendez-vous à Bray), Regie: André Delvaux
- 1979: Ein Balkon im Wald (Un balcon en forêt), Regie: Michel Mitrani